# Stehekin (Washington)
Stehekin es un área no incorporada ubicado en el condado de Chelan en el estado estadounidense de Washington.

## Geografía
Stehekin se encuentra ubicado en las coordenadas 48°18′34″N 120°39′19″O / 48.30944, -120.65528.